# Lachtanovití
Lachtanovití (Otariidae) je čeleď šelem z nadčeledi ploutvonožců (Pinnipedia) čítající 7 rodů. Lachtani jsou přizpůsobení vodnímu životu, na rozdíl od příbuzných tuleňů a mrožů se však díky stavbě zadních končetin mohou poměrně obratně pohybovat i po souši.

## Vzhled
Od příbuzných tuleňovitých (Phocidae) se lachtani odlišují tmavým zbarvením, zašpičatělým čenichem s hustými hmatovými vousy, výraznými ušními boltci a především stavbou zadních končetin, které mohou podsunout pod tělo, což jim umožňuje rychlejší pohyb po souši. Zbarvení lachtanů je tmavě hnědé, rezavé až černé, u některých druhů však i šedé nebo dvoubarevné. Po namočení jejich srst silně ztmavne, takže se u většiny druhů zdá být téměř černá. Pohlavní dimorfismus je u lachtanů vyvinut silněji než u tuleňů, samec se od samice liší mnohem větší (často i dvojnásobnou) velikostí, masivní hlavou, u některých druhů také hřívou na krku a tmavším zbarvením. Stejně jako tuleni mají i lachtani ploutvovitě zploštělé končetiny, hustou, málo smáčivou srst a silnou vrstvu podkožního tuku. Přesto jsou lachtani dobře přizpůsobeni životu ve vodě, kde tráví většinu svého života, ale k rozmnožování, odpočinku a spánku dochází na souši. Zástupci této čeledě jsou velice zdatnými plavci a některé druhy tráví značnou část života na volném moři či podnikají tahy na vzdálenost několika stovek kilometrů (především lachtan medvědí (Callorhinus ursinus).
Lachtanovití se od svých suchozemských předků, patrně z příbuzenstva medvědovitých, vývojově vzdálili méně než tuleňovití. Důkazem toho jsou viditelné ušní boltce, ale i mléčný chrup, drápy nebo holá chodidla.
Příslušníci čeledi lachtanovitých obývají chladné oblasti jižního Atlantiku, Indického a severního i jižního Tichého oceánu.

## Pojmenování
V češtině se dnes pro všechny příslušníky čeledi lachtanovitých používá název lachtan, starší označení některých druhů je lvoun (zejména pro lachtana hřívnatého (Otaria byronia), lachtana novozélandského (Phocarctos hookeri) a lachtana ušatého (Eumetopias jubatus)) by se dnes nemělo používat. Slovo lachtan se do češtiny dostalo v 19. století prostřednictvím ruštiny z jazyka Itelmenů, původních obyvatel Kamčatky. Itelmenský název lachtak však označuje tuleně vousatého, nikoli lachtana. Ruští lovci kožešin tento název od domorodců převzali a rozšířili ho na velké samce tuleňů i lachtanů. Do češtiny slovo lachtan uvedl Jan Svatopluk Presl roku 1834.

## Chování a rozmnožování
Lachtanovití jsou společenští a v době rozmnožování se shromažďují pouze na jediném místě. V tomto období jsou samci značně brutální a bojují o teritorium a především o samice. Samec si samice pečlivě hlídá a po určitou dobu je nepustí ani za potravou, což má pro ně po skončení rozmnožování za následek úbytek na váze, který se snaží co nejrychleji vyrovnat. Samice rodí jedno mládě následující rok a o několik dní později se znovu páří. Páření a porody jsou tak synchronizované díky odložené nidaci, kdy zárodek leží po určitou dobu v klidovém stádiu a teprve poté se začne vyvíjet, čímž je zajištěno načasování porodů tak, aby v kolonii nebyla mláďata různých velikostí.
Nejznámějším zástupcem je zřejmě lachtan kalifornský (Zalophus californianus), který se chová díky své dovednosti učenlivosti ve většině větších cirkusů a je známou atrakcí i v zoologických zahradách.
Uvádí se, že lachtani se dokáží pohybovat rychlostí 40 km/h.

## Klasifikace
Čeleď lachtanovitých zahrnuje 7 rodů. Počet druhů v rodu Arctocephalus není stále zcela vyjasněn.
- Rod Arctocephalus
  - Lachtan jihoamerický (Arctocephalus australis)
  - Lachtan Forsterův (Arctocephalus forsteri)
  - Lachtan galapážský (Arctocephalus galapagoensis)
  - Lachtan antarktický (Arctocephalus gazella)
  - Lachtan ostrovní (Arctocephalus philippii)
  - Lachtan jihoafrický (Arctocephalus pusillus)
  - Lachtan guadelupský (Arctocephalus townsendi)
  - Lachtan jižní (Arctocephalus tropicalis)
- Rod Callorhinus
  - Lachtan medvědí (Callorhinus ursinus)
- Rod Eumetopias
  - Lachtan ušatý (Eumetopias jubatus)
- Rod Neophoca
  - Lachtan šedý (Neophoca cinerea)
- Rod Otaria
  - Lachtan hřívnatý (Otaria flavescens, dříve Otaria byronia)
- Rod Phocarctos
  - Lachtan novozélandský (Phocarctos hookeri)
- Rod Zalophus
  - Lachtan kalifornský (Zalophus californianus)
  - † Lachtan japonský (Zalophus japonicus)
  - Lachtan mořský (Zalophus wollebaeki)